# Onthophagus variolaris
Onthophagus variolaris är en skalbaggsart som beskrevs av Lansberge 1883. Onthophagus variolaris ingår i släktet Onthophagus och familjen bladhorningar. Inga underarter finns listade i Catalogue of Life.